# Собор Смоленских святых
Собор Смоленских святых — группа святых Русской православной церкви, чья жизнь была связана с территорией Смоленской епархии: родившиеся и жившие на Смоленщине, а также родившиеся на Смоленской земле, но совершавшие подвиги благочестия в других землях. Празднование Собору Смоленских святых приурочено к дню празднования Смоленской иконы Божией Матери и совершается в первое воскресенье перед 28 июля по юлианскому календарю (10 августа по григорианскому); оно было установлено в 1983 году, впервые включено в Православный календарь Русской церкви — в 1986 году.

## Список святых
| Святой                                               | Лик святости, преставление                                                 | Год канонизации  | Другие дни памяти                                                        |
| ---------------------------------------------------- | -------------------------------------------------------------------------- | ---------------- | ------------------------------------------------------------------------ |
| Авраамий Смоленский                                  | архимандрит, чудотворец (+ до 1224)                                        | 1549             | 21 августа (3 сентября)                                                  |
| Андрей Смоленский, Переяславский                     | князь (+ 1390)                                                             | 1749             | Ростов., 27 октября (9 ноября)                                           |
| Антоний Вологодский, Великопермский                  | епископ (+ 1588)                                                           | 1841             | Вологод., 26 октября (8 ноября)                                          |
| Антоний Оптинский                                    | игумен (+ 1865)                                                            | 1996             | 23 мая (5 июня), 7 (20) августа, 11 (24) октября                         |
| Аркадий Вяземский                                    | преподобный (+ 1077) — ученик преподобного Ефрема Новоторжского (см. ниже) | ?                | Тверск., 11 (24) июля, 14 (27) августа, 13 (26) декабря                  |
| Аркадий Дорогобужский                                | преподобный (+ XVI) — ученик преподобного Герасима Болдинского (см. ниже)  | ?                |                                                                          |
| Герасим Болдинский                                   | преподобный (+ 1544)                                                       |                  | 1 (14) мая, Ростов., 7 (20) июля                                         |
| Глеб Всеволодович (Святославович), Смоленский        | князь (+ кон. XIV — нач. XV)                                               | 2-я пол. XVII в. | 7 (20) июля                                                              |
| Глеб (в крещении Давид)                              | князь, страстотерпец (+ 1015)                                              | XI в.            | 2 (15) мая, 24 июля (6 августа), 5 (18) сентября, Влад., Рязан., Тульск. |
| Давид Ярославский                                    | князь, сын Феодора Смоленского, чудотворец (+ 1321)                        | XV в.            | 5 (18) марта, 22 июня (5 июля), 19 сентября (2 октября), Ростов.         |
| Ефрем Новоторжский                                   | архимандрит, (+ 1053)                                                      | XVII в.          | 28 января (10 февраля), Новгород., 11 (24) июня, Тверск.                 |
| Ефрем Смоленский                                     | преподобный (+ после 1238) — ученик преподобного Авраамия Смоленского      | ?                | 21 августа (3 сентября)                                                  |
| Игнатий Смоленский                                   | епископ, чудотворец (+ 1210)                                               | ?                | 29 января (11 февраля)                                                   |
| Иулиания Вяземская, Новоторжская                     | княгиня (+ 1406)                                                           | XIX в.           | 2 (15) июля, Тверск., 21 декабря (3 января)                              |
| Константин Ярославский                               | князь, сын Феодора Смоленского, чудотворец (+ до 1321)                     | XV в.            | 5 (18) марта, 22 июня (5 июля), 19 сентября (2 октября), Ростов.         |
| Макарий Алтайский                                    | архимандрит, миссионер (+ 1847)                                            | 2000             | 15 (28) мая, Сибир.                                                      |
| Меркурий Смоленский                                  | воин, мученик (+ 1239)                                                     | XVI в.           | 24 ноября (7 декабря)                                                    |
| Меркурий Смоленский, Печерский                       | епископ, священномученик (+ 1239)                                          | ?                | 7 (20) августа                                                           |
| Михаил Смоленский                                    | епископ (+ 1402)                                                           | ?                | 28 ноября (11 декабря), Радонеж.                                         |
| Михаил Феодорович Ярославский                        | князь, сын Феодора Смоленского, чудотворец (+ 1290)                        | ?                | 19 сентября (2 октября)                                                  |
| Моисей Оптинский                                     | схиархимандрит (+ 1862)                                                    | 1996             | 16 (29) июля, 11 (24) октября, 13 (26) декабря                           |
| Николай Японский                                     | архиепископ, равноапостольный (+ 1912)                                     | 1970             | 3 (16) февраля                                                           |
| Питирим Тамбовский                                   | епископ (+ 1698)                                                           | 1914             | 28 июля (10 августа)                                                     |
| Прохор Печерский, Лебедник                           | чудотворец (+ 1107)                                                        | XVI в.           | 10 (23) февраля                                                          |
| Ростислав Мстиславич, Киевский, Смоленский           | великий князь (+ 1167)                                                     | ?                | 14 (27) марта, Белорус.                                                  |
| Симеон Мстиславович Вяземский                        | князь, мученик (+ 1406)                                                    | ?                | 21 декабря (3 января)                                                    |
| Симеон Смоленский (Молюков)                          | митрополит (+ 1699)                                                        | ?                | 4 (17) января, Сибир.                                                    |
| Симон Радонежский, Смоленский                        | архимандрит (+ до 1392) — ученик преподобного Сергия Радонежского          | ?                | 10 (23) мая, Радонеж.                                                    |
| Феодор Ростиславович Чёрный, Смоленский, Ярославский | князь, чудотворец (+ 1299)                                                 | XV в.            | 5 (18) марта, 22 июня (5 июля), 19 сентября (2 октября), Ростов.         |
| Феоктист Тверской                                    | игумен Троицкого Болдина монастыря (+ 1609)                                |                  |                                                                          |